# Obchodní dům

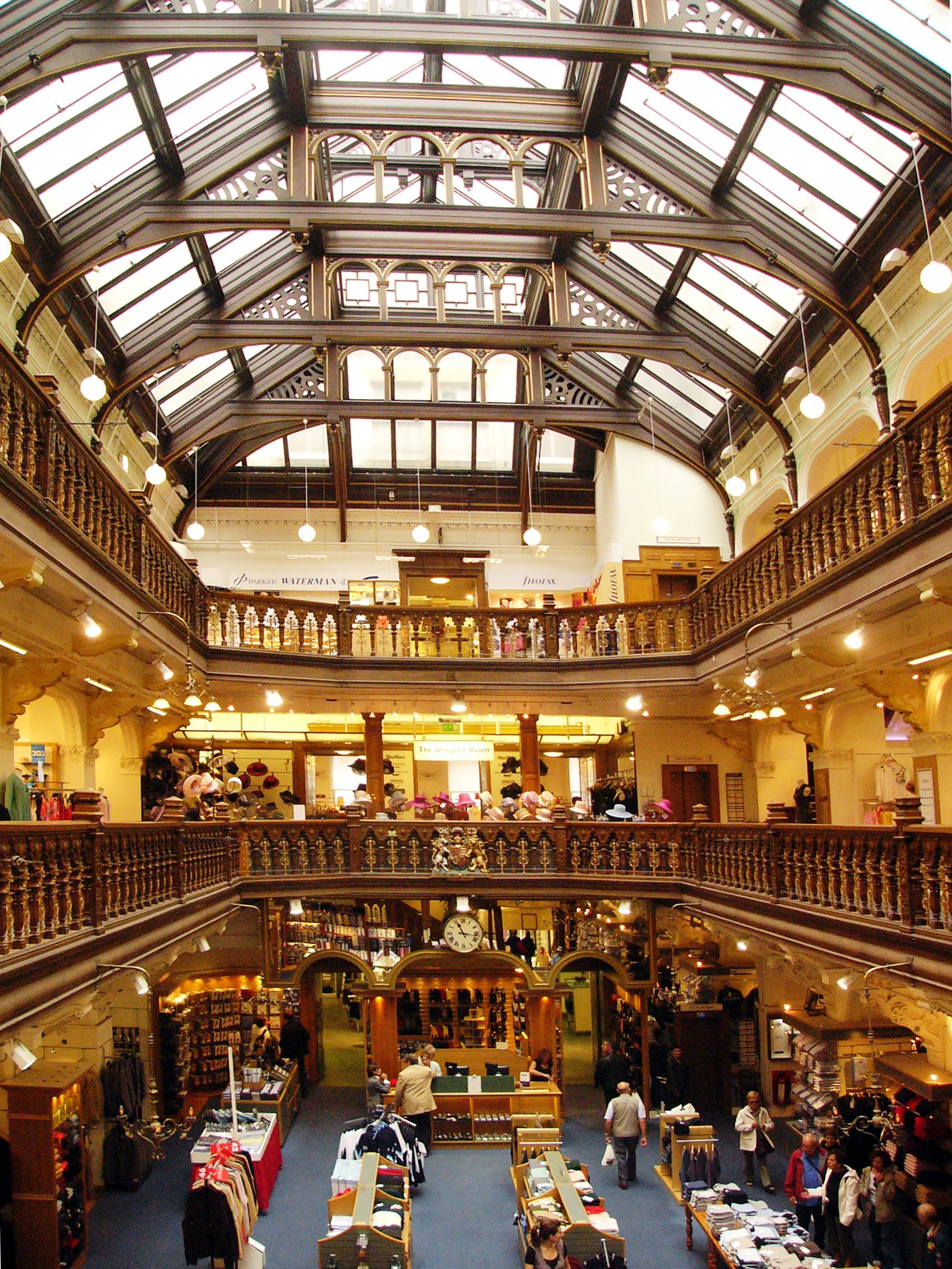
Obchodní dům Jenners (Edinburgh)

Obchodní dům, především jeho prodejní budova, je subjekt, který uskutečňuje maloobchodní prodej. Z architektonického hlediska je to samostatný typologický druh, zařazující se do skupiny občanských budov.
Existují dva základní druhy obchodních domů: plnosortimentní a specializované obchodní domy. Poskytují co nejúplnější nabídku spotřebitelského zboží všech hlavních sortimentních skupin.
Více než stoletá historie budování a existence obchodních domů vytvořila všeobecně uznávané zásady pro fungování i projektování obchodních domů. Rovněž vývoj a použití nových forem prodeje podnítily vznik několika vývojových modifikací obchodních domů: samoobslužný obchodní dům, klasický obchodní dům.

## Historie

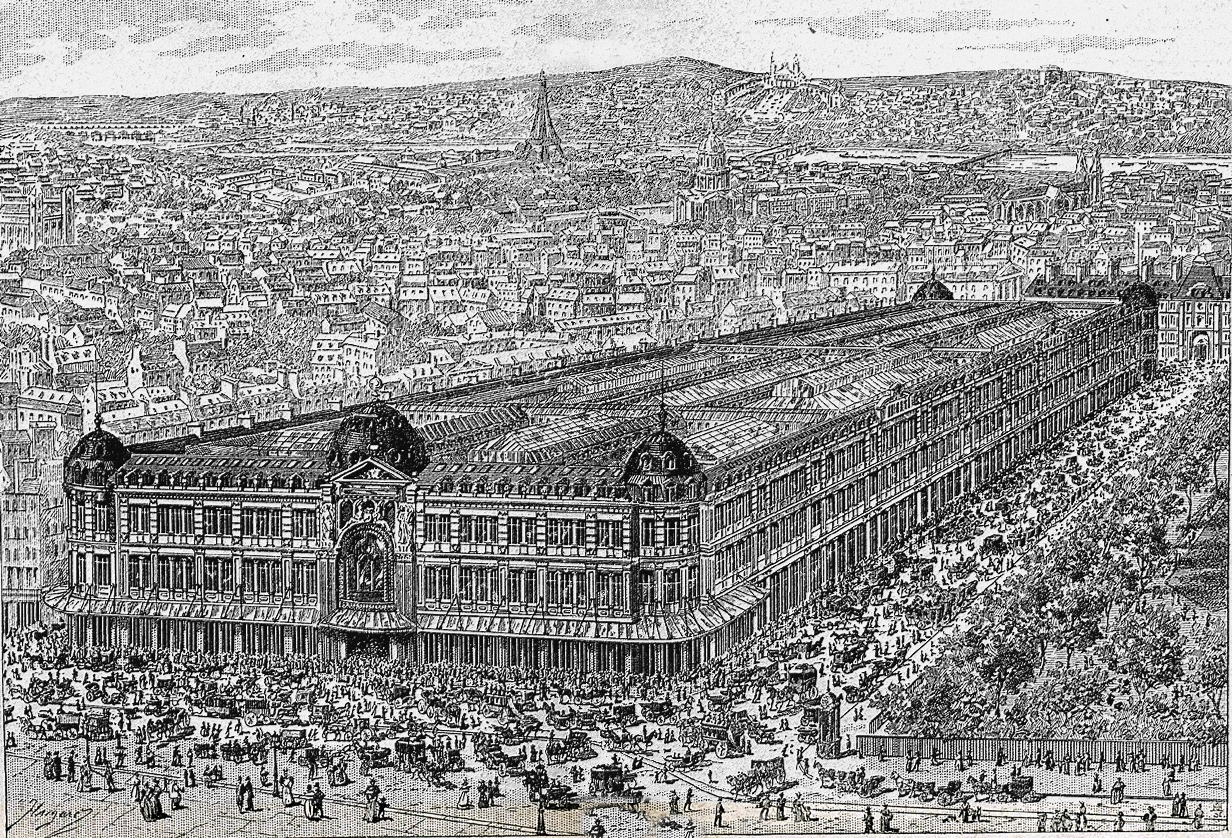
„Katedrála moderního obchodu,“ píše Zola ve svém románu.

Vznik obchodních domů je spojen s rozvojem průmyslově vyráběného, levnějšího zboží, zejména látek, a modernizací měst v 19. století a jejich přeměny ve velkoměsta s bulváry. Za první obchodní dům bývá považován Au Bon Marché v Paříži, který r. 1852 zavádí moderní principy obchodního domu: široký sortiment zboží je rozdělen do různých prodejních oddělení, zboží je vystaveno a opatřeno cenovkami s pevnými cenami, nízké marže i ceny, záruka vrácení peněz, atraktivní prezentace a reklama. Mimořádný obchodní úspěch tohoto nového kapitalistického podnikání a jeho sociální dopad zpracoval spisovatel Émile Zola v románu U štěstí dam, který svým názvem vystihuje zaměření i filosofii podniku.

### Česko
Nejstarší obchodní dům v Praze je Haasův obchodní dům Na příkopě 4 (čp. 847) z roku 1871 s kamennou fasádou ve stylu pozdní italské renesance.
V meziválečném období se návrhům obchodních domů věnoval mj. architekt Ludvík Kysela, který postavil na Václavském náměstí dům pro obuvnickou firmu Baťa, která i jinde stavěla své specializované obchodní domy. Obchodní domy s širokým sortimentem stavěla firma Brouk a Babka, jejichž vrcholem byl v roce 1939 tehdy nejmodernější obchodní dům Bílá labuť.
V období socialistického Československa byly pod značkou Prior postaveny některé reprezentativní obchodní domy významné z hlediska vývoje architektury (Kotva, Ještěd, Máj). Po roce 1989 se začaly zejména na periferiích měst objevovat supermarkety a hypermarkety a specializované obchodní domy. Vedle toho postupně vznikají obchodní centra, která pod jednou střechou skrývají samostatně provozované prodejny. Nákupní centra pronikají i do historického středu města (Palladium). Termín obchodní dům je dnes díky naznačenému vývoji a snaze provozovatelů o atraktivní neotřelé názvy na ústupu.

## Klasický obchodní dům

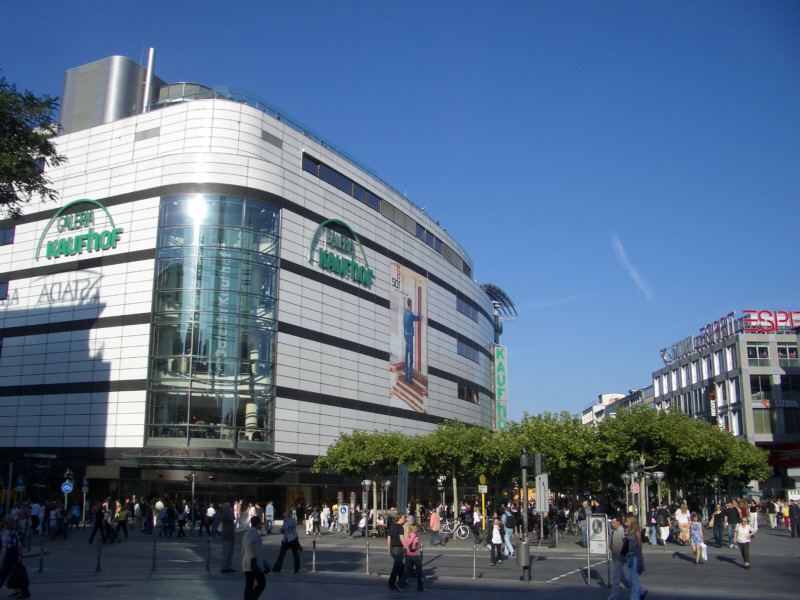
Obchodní dům Kaufhof (Frankfurt nad Mohanem)

Klasický obchodní dům má jednotnou organizaci řízení a provozu. Podle prodejní plochy rozdělujeme obchodní domy na:
- Obchodní dům malého typu (2000 až 4000 m2 prodejní plochy)
- Obchodní dům středního typu (4000 až 7000 m2 prodejní plochy)
- Obchodní dům velkého typu (7000 až 10000 m2 prodejní plochy)

Plnosortimentní obchodního dům má komplexní nabídku potravin (pro všechny velikostní kategorie), stravovací služby (občerstvení pro všechny velikostní typy, restaurace pro střední a velké typy), nepotravinářské zboží (pro všechny velikostní typy, s výjimkou nábytku, který se neprodává v nejmenších velikostních typech).
Pro obchodní dům jsou typické následující provozní a dispoziční principy:
- Obchodní domy bývaly budovány v centru sídla s vícepodlažní zástavbou nad i pod terénem; současná obchodní centra stojí především na periferiích, s dostatečnými parkovacími plochami
- Obtížné zásobování obchodního domu umístěného v centru se řeší pomocí detašovaných skladů mimo vlastní budovu obchodního domu.

Rozmístění hlavních provozních celků obchodního domu:
- Potravinářská samoobsluha je obvykle situována na prvním podzemním podlaží
- Nepotravinářské zboží (obslužný prodej, případně ve volném výběru jako zčásti otevřená nebo uzavřená samoobsluha) je zpravidla umístěno na druhém až čtvrtém nadzemním podlaží
- Občerstvení a restaurace jsou umístěny v návaznosti na potravinářskou samoobsluhu, nebo na nejvyšším podlaží
- Hlavní centrální sklad se nachází buď v druhém podzemním podlaží nebo v některém nadzemním podlaží nad hlavními prodejními plochami obchodního domu
- Pomocné provozy, technické zázemí, sociální zařízení a administrativa jsou buď ve zvláštním křídle, nebo v nejvyšších podlažích stavby.

Inkaso je většinou decentralizované podle sortimentních úseků a skupin zboží.
Kromě prodeje nabízejí obchodní domy rozvážkovou a poradensku službu, opravy, balení a úpravy zakoupeného zboží, úschovna, atd..
Vertikální dopravu zajišťují velkokapacitní rychlovýtahy a eskalátory. Schodiště jsou využívána zejména pro pohyb návštěvníků směrem dolů a jako únikové cesty.
Praktickým opatřením k vyloučení časové nerovnoměrnosti počtu návštěvníků je dostatečné dimenzování ploch pro pohyb a pobyt návštěvníků jak na jednotlivých podlažích, tak i v komunikačních prostorách.

## Samoobslužné obchodní domy

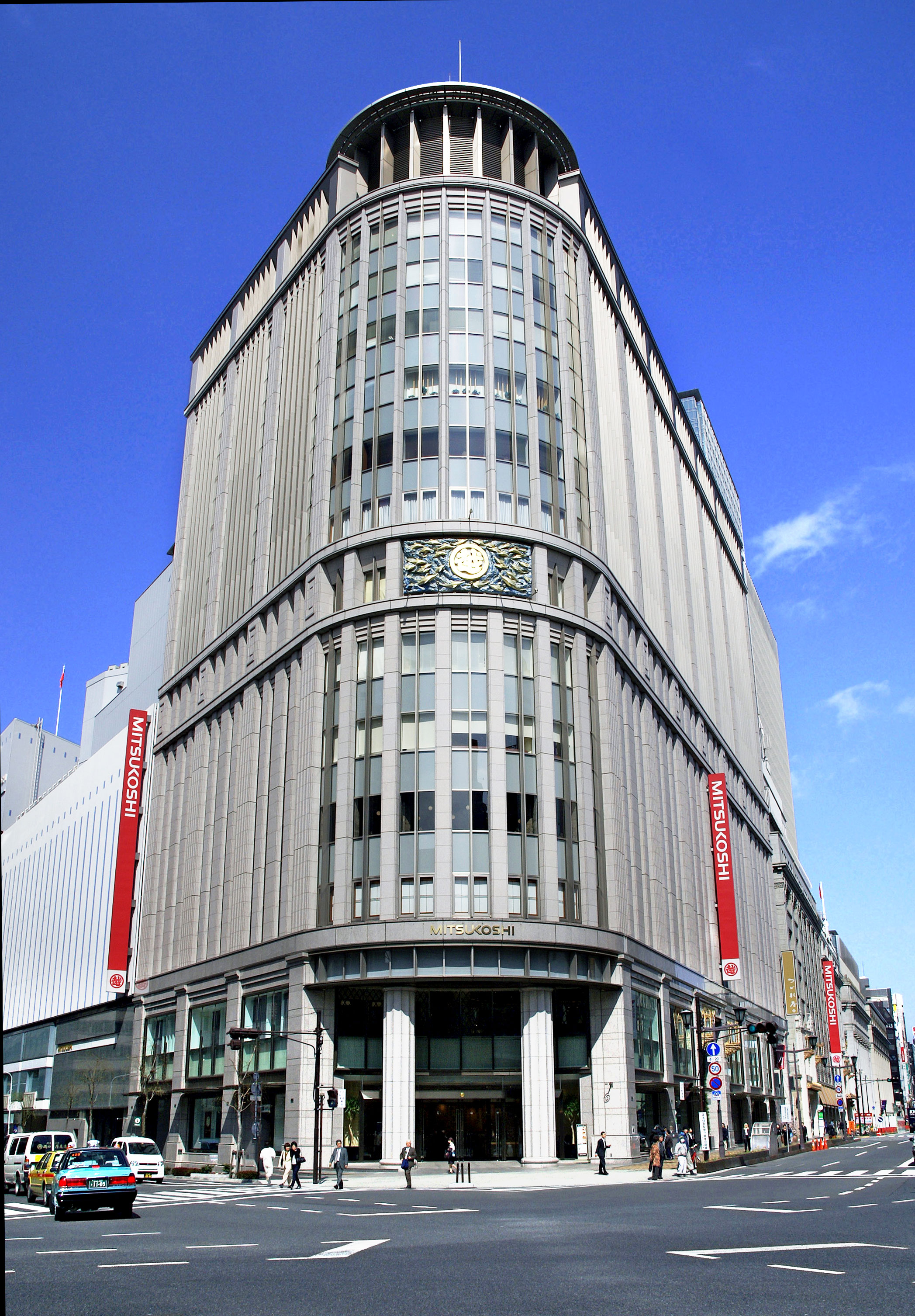
Obchodní dům Mitsukoshi (Tokio)

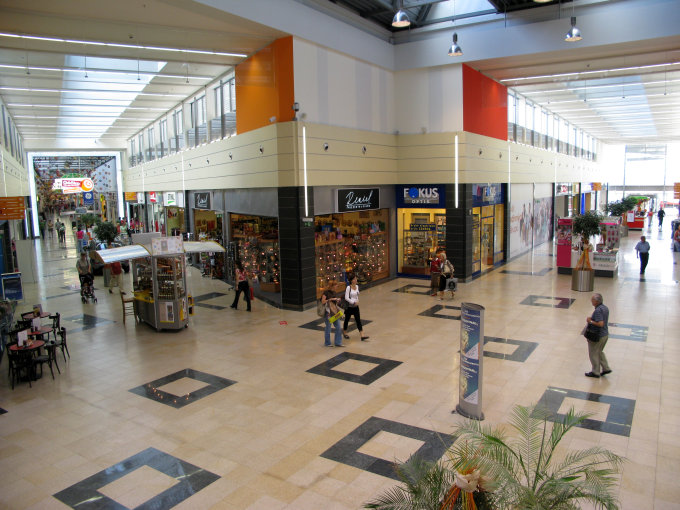
Interiér nákupního centra Gecko (Liberec)

Při charakteristice samoobslužného obchodního domu je třeba uvést, že jde pouze o modifikaci klasického obchodního domu o velikosti přibližně 4000 až 6000 m2 prodejní plochy. Nové prvky jeho koncepce ale není možné použít u klasického typu, protože to neumožňují jeho prostorové a stavebně technické podmínky.
Základ stavebně dispozičního řešení koncepce samoobslužného obchodního domu tkví v tom, že objekt je rozdělen na hlavní halové části (obvykle na více podlažích), které slouží pouze pro prodej a skladování, a na ostatní části, v nichž jsou umístěna vertikální komunikační jádra návštěvníků, zaměstnanců a ostatní pomocné provozy. Toto řešení umožňuje vysoký stupeň flexibility mezi prodejními a skladovacími plochami i uvnitř těchto ploch. Dalším novým prvkem je zavedení tzv. etážové samoobsluhy, to znamená vždy jedné velké samoobsluhy v rámci celého prodejního podlaží obchodního domu.
Soustředěným seskupením vertikálního komunikačního jádra do blízkosti hlavního vchodu se vytvoří stavební i dispoziční předpoklady pro uplatnění uzavřené samoobsluhy v rámci celého podlaží. Hlavní zásady prodeje zboží touto samoobslužnou formou:
- Zákazník si při vstupu do samoobsluhy převezme vozík nebo košík
- Zboží je v objektu vystaveno na přístěnných regálech, středových gondolách, pultech, pódiích a na stojanech s volným přístupem a v dosahu spotřebitele bez jakýchkoliv zábran
- Zboží je uloženo a uspořádáno podle skupin druhů, velikosti, apod. a je označeno cenami a dalšími potřebnými údaji
- Kontrolní pokladny jsou umístěny u východu z prodejny

V současnosti jsou obchodní domy na ústupu. Mnohem častěji se setkáváme s novodobými typy prodeje, jako jsou např. hypermarkety, supermarkety a rozlehlá nákupní centra. Čím dále, tím více se prosazuje nákup přes internet. Vývoj jde nezastavitelně dále, obchodní domy zůstanou výrazným prvkem architektury našich měst. Typickým příkladem je například bývalá síť obchodních domů Prior v Praze, nebo obchodní dům Dunaj v Bratislavě (první obchodní dům na Slovensku).